# Festival de Vivi del Mar
Festival de Vivi del Mar fue un programa chileno de tipo matinal, que fue transmitido durante febrero de 2007, de lunes a viernes, de 8:00 a 12:00 horas, a través de Canal 13. Este programa fue conducido por Vivi Kreutzberger; y además de cumplir la función de matinal, fue un programa satélite para cubrir el Festival Internacional de la Canción de Viña del Mar de ese año.

## Historia
Tras el término de Viva la mañana, Canal 13 debió colocar un espacio en vivo para cubrir el Festival Internacional de la Canción de Viña del Mar, por lo que a Vivi Kreutzberger se le encargó conducir el segmento matutino.
Sin importar los resultados de audiencia, Vivi Kreutzberger estaba enferma, agravando su problema de tiroides y pese a aquello, la animadora pudo realizar su programa sin ningún tipo de inconvenientes.
Finalizó el miércoles 28 de febrero, para dar paso el día 1 de marzo al nuevo matinal de la red católica, Juntos, el show de la mañana, conducido por Luis Jara, Karla Constant y Eli de Caso.